# 杉内さくら
杉内 さくら（すぎうち さくら、1981年9月15日 - ）とは日本のAV女優。デビュー当初は柳小夜（やなぎ さよ）という芸名で活動していた。他にも岸田香織（きしだ かおり）という別名がある。

## 作品
- 「イジメられっ子 柳小夜」(VHS) (2000年12月8日、ワイルドサイド)
- 「私立美少女学園 VOL.14」(VHS) (2000年12月20日、アイデアポケット)
- 「めがねっ娘くらぶ 悶々シンドローム・春」(VHS) (2001年4月25日、ビッグモーカル)
- 「月刊「手コキ」」(VHS) (2001年4月27日、ワープエンタテインメント)
- 「恥ずかし卒業旅行」(VHS) (2001年5月15日、ネクストイレブン)
- 「芽生え まりかちゃん」(DVD) (2001年6月6日、桃太郎映像)
- 「拘束放尿 柳小夜」 (VHS) (2001年8月16日、アイム ホウニョウ)
- 「恥ずかし卒業旅行」(DVD) (2002年3月15日、ネクストイレブン)
- 「泣き虫っ娘くらぶ みるくパック」(DVD) (2002年4月12日、ビッグモーカル)
- 「留守番ロリま●こ パイパン集」(DVD) (2002年10月19日、ナチュラルハイ)
- 「イジメられっ子スペシャル 岡野美憂＆柳小夜」(DVD) (2002年12月20日、ワイルドサイド)
- 「愛踊独白のモノローグ1」(DVD) (2003年7月8日、AVG)
- 「ちんぽ大好き」(DVD) (2004年3月26日、桃太郎映像)
- 「あぶない女子校生 ～卒業編～」(DVD) (2005年3月21日、アリーナエンターテインメント)
- 「未成年（四八）万引き少女 07」(DVD) (2005年5月24日、ゴーゴーズ)
- 「エレベーター痴女」(DVD) (2008年4月11日、KTファクトリー)
- 「インターネットオークション少女売買 さえ 18歳 Cカップ」(リリース日不明、剛田プロ)
- 「NEWポシェットオリジナルビデオ さやちゃん (PN-57)」(VHS) (リリース日不明、アドグループ)
- 「SGクラブ ST-36 さやかちゃん (ST-36)」(VHS) (リリース日不明、アドグループ)
- 「恋愛露出 08」(DVD) (リリース日不明、マルコト)